# Котляревский, Пётр Степанович
Пётр Степа́нович Котляре́вский (12 [23] июня 1782, Ольховатка, Воронежское наместничество — 21 октября [2 ноября] 1851, Феодосия, Таврическая губерния) — русский полководец, герой русско-персидской войны 1804—1813 годов, генерал от инфантерии (22.08.1826). В «Русском биографическом словаре» значился как покоритель Закавказья.

## Происхождение
Принадлежит известному малороссийскому дворянскому роду Котляревских (укр. Котляревський, пол. Kotlarewski). Герб Котляревских внесён в Часть 13 Общего гербовника дворянских родов Всероссийской империи, стр. 110. Старшинская семья Котляревских данного рода принадлежала к военной элите Гетманщины. Одна же из её ветвей переселилась на Слобожанщину и связала свою судьбу с Харьковским слободским казачьим полком.

## Биография
Родился в Ольховатке в семье сельского священника Купянского уезда Харьковской губернии, предназначался тоже к духовному званию. Волею случая, однажды в доме его отца зимняя непогода вынудила задержаться на целую неделю офицера, в будущем известного генерала Ивана Петровича Лазарева, который, заметив физические и умственные особенности сына священника, предложил отцу отдать его на военную службу.
Через год юный Пётр Котляревский был записан в 4-й пехотный батальон Кубанского корпуса, которым командовал подполковник Лазарев, 14-ти лет от роду в 1795 году участвовал в Персидском походе, и при осаде Дербента впервые услыхал свист вражеских пуль.
Шесть лет прослужил сержантом и только в 1799 году произведён в офицеры с переводом в 17-й егерский полк, шефом которого в то время был назначен Иван Лазарев. С ним вместе и в звании его адъютанта Котляревский совершил переход в Грузию, куда по просьбе грузинского царя Георгия XII были введены русские войска.
Первое же сражение, в котором Лазарев разбил лезгин на берегу реки Иори, доставило Котляревскому сразу две награды: чин штабс-капитана и кавалерский крест ордена Святого Иоанна Иерусалимского.
После предательского убийства Лазарева царицей Марьей в Тифлисе, молодой Котляревский получает в командование егерскую роту. Во главе этой роты при штурме Гянджи был ранен и вынесен с поля боя будущим кавказским наместником молодым М. С. Воронцовым, с которым впоследствии их связала 48-летняя дружба.
В 1805 году участвовал в героических подвигах П. М. Карягина у Аскорани, Шах-Булаха и у Мухратага, где получил две раны и 14 августа орден Святого Владимира 4 степени с бантом.
В 1807 году был произведён в подполковники, а в 1808 году — в полковники.
В 1810 году главнокомандующий в Грузии генерал А. П. Тормасов, желая предупредить вторжение персов, приказал Котляревскому с одним батальоном 17-го егерского полка отбить пограничное село Мигри (совр. Мегри). Позже Тормасов получил известие, что персидский корпус выдвинулся в этом направлении, и приказал вернуть Котляревского. Но приказ поступил тогда, когда Мигри уже было взято Котляревским. Тормасов вновь приказал отряду отступить в Шушу. Котляревский отвечал в рапорте о важности удержания Мигри и выразил желание отразить войска неприятеля. Десятитысячный корпус Ахмет-хана, при котором были советниками британские офицеры, блокировал отряд Котляревского, но не смог взять село и отступил. 6 июля внезапной ночной атакой пяти сотен егерей часть персидского корпуса была уничтожена на берегу Аракса. 14 июня 1810 года за победу при Мигри получил орден Святого Георгия 4-й степени.
7 декабря 1810 года взял крепость Ахалкалаки, которую за несколько лет перед тем не смог взять граф И. В. Гудович, потерявший при этом 2000 человек. К 20 декабря 1810 года он покорил уже всю Ахалкалакскую область. Тогда он получил генеральский чин на 29 году от рождения и георгиевские знамёна его храбрым батальонам. Вслед за этим, за экспедицию в Карабахское ханство, получил орден Святой Анны 1-й степени и 1200 руб. ежегодной ренты.
Наступил 1812 год. Персияне, пользуясь восстанием в Кахетии, желая соединиться с лезгинами, стягивали значительные силы и готовили вторжение, надеясь поднять против России все горские и татарские народы для уничтожения русского господства над Кавказом. 19 октября Котляревский нанёс решительный штыковой удар отрядом из двух тысяч человек при шести орудиях по персидскому лагерю, обратив персиян в бегство. И в эту же ночь внезапной атакой уничтожил при Асландузе и остатки персидской армии. Знамёна поверженных персов разместили в Казанском соборе.
За победу над персиянами на берегу реки Аракс Котляревский 3 декабря 1812 года был награждён чином генерал-лейтенанта, а за Асландуз — орденом Святого Георгия 3-го класса.
Готовясь к штурму Ленкорани, Котляревский 30 декабря 1812 года отдал отряду приказ: «отступления не будет». Русские потеряли две трети отряда, но Ленкорань взяли. Котляревский был найден на поле боя в груде убитых с тремя ранениями. Лицо его было сведено на сторону, правого глаза не было, челюсть раздроблена, из уха торчали разбитые головные кости (всю жизнь он хранил 40 костей, вынутых из его головы, в шкатулке, которую никому не показывал), но стараниями доктора Грузинского 14-го гренадерского полка остался в живых. За овладение Талышским ханством Главнокомандующий генерал-лейтенант Н. Ф. Ртищев наградил Котляревского «в полной парадной форме» орденом Святого Георгия 2-го класса.
По взятии Ленкорани тяжело раненый генерал Котляревский отправился в Карабахское ханство, поручив крепость в ведение начальника флотилии, капитана 1-го ранга Е. В. Веселаго, который, возглавив морской батальон в 400 человек, «…содействовал свозом с судов десанта операциям сухопутных войск, осаждавших крепость» — то есть десантом моряков помог сухопутным войскам, осаждавшим крепость:

Въ 1813 г. въ штурмѣ Ленкорани участвовалъ мор. б-нъ (400 ч.), подъ ком. нач-ка К. ф-ліи, кап. 1 р. Веселаго, а 4 судна обстрѣливали кр-сть съ моря.— Военная энциклопедія (Сытинъ, 1911—1915)
После взятия крепости Ленкорань была открыта прямая дорога русским войскам для вторжения в Персию, а ближайшим последствием кровавого штурма был Гюлистанский мир, подписанный 12 (24) октября 1813 года в селении Гюлистан (Карабах), по которому Россия приобретала западное побережье Каспийского моря до Астары. Россия получала монопольное право на содержание флота в Каспийском море.
«Кровь русская, пролитая в Азіи, на берегах Аракса и Каспія, не менее драгоценна, чем пролитая в Европе, на берегах Москвы и Сены, а пули галлов и персов причиняют одинаковые страдания» — так сказал о значении битвы, в которой русские потеряли две трети отряда, Котляревский.
Тяжёлые неизлечимые раны заставили его выйти в отставку. Уединённая и жестоко-мучительная от ран жизнь продолжилась в селе Александрове возле Бахмута. С 1838 года, по совету медиков, приобрёл дачу «Добрый приют» в Феодосии.
В Феодосии Котляревский приобрел участок земли, назвав его «Добрым приютом», и со временем построил дом с шатровой крышей, напоминавшей военные палатки. Верхний этаж с четырех сторон был обрамлен балконом, к которому вела широкая лестница. В доме, кроме самого генерала, жили еще три его племянницы, денщик Филипп и боевой товарищ — полковник О. И. Шультен. Круг знакомых генерала составили старые боевые товарищи: З. И. Бекарюков и П. А. Ладинский, Таврический губернатор А. И. Казначеев, Новороссийский Бессарабский губернатор граф М. С. Воронцов, художник И. К. Айвазовский и другие.
Скончался 21 октября (по старому стилю) 1851 года, в 11 часов ночи. Тело Котляревского покоилось в могиле  на территории дачи за небольшой решёткой. Его усыпальницу спроектировал И. Айвазовский. Рядом с Котляревским было захоронение умершего в 1848 году его подчинённого, друга и родственника Осипа Шультена. В последнюю четверть XIX века дом Котляревского находился в собственности будущего московского головы Константина Васильевича Рукавишникова.

## Мемориал
После смерти генерала, профессор живописи Иван Айвазовский, пожелал увековечить память о покойном друге в достойном того монументе. Стараниями и упорством Айвазовского, получив разрешение на возведение памятника от императора Александра II, было решено приступить к возведению сооружения. По замыслу Ивана Айвазовского, мемориал должен был состоять из часовни с иконой святых апостолов Петра и Павла и музея для феодосийских древностей. Местом размещения объекта стала одна из возвышенностей Феодосии, с которой открывался вид на город и море. В 1870 году был дан старт строительству, которое началось с молебна и крестного хода к месту возведения часовни. По ходу крестного хода к нему присоединялось большое количество людей, включая священников армянской церкви, мимо которой этот ход проходил. На закладке первого камня присутствовало много почтенных гостей, среди которых был и архиепископ Таврический и Симферопольский Гурий. Последнему было доверено положить первый камень в основание часовни. В сам камень была вложена стеклянная колба с запиской следующего содержания:
«Во славу Святых, Единосущных, Нераздельных, Отца и Сына и Святого Духа, с Высочайшего его императорского величества благочестивейшего государя императора всероссийского Александра Николаевича соизволения, при святительстве преосвященнейшего Гурия, епископа Таврического и Симферопольского усердием действительного статского советника Ивана Константиновича Айвазовского, основался молитвенный дом сей в память об усопшем рабе Божьем генерале от инфантерии Петре Степановиче Котляревском, в лето от сотворения мира 7378-е, от Рождества же Бога 1870-е, месяца июля в 5-й день»
Вместе с колбой, Константином Рукавишниковым в камень было вложено и множество серебряных монет чеканки 1870 года
В советское время могила генерала была утрачена. В 2013 году на феодосийском доме, где 10 лет прожил Котляревский, установлена мемориальная доска.

## Награды
- Орден Святого Иоанна Иерусалимского, кавалерский крест (17.12.1800) — за доблесть, проявленную в сражении с Омар-ханом Аварским на берегу реки Иори
- Орден Святой Анны 4-й степени (27.02.1804) — за штурм крепости Гянджа
- Орден Святого Владимира 4-й степени с бантом (14.08.1805)
- Орден Святого Георгия 4-й степени (22.09.1811) — за взятие крепости Мегри и полный разгром войск Аббаса-Мирзы
- Золотая шпага с надписью «За храбрость» с назначением шефом Кавказского гренадерского полка (24.09.1811)
- Орден Святой Анны 1-й степени с ежегодным денежным пособием в 1200 рублей (17.02.1813)
- Орден Святого Георгия 3-й степени (30.01.1813) — за победу у крепости Асландуз
- Орден Святого Георгия 2-й степени со звездой (11.03.1813) — за овладение Талышским ханством

## Память
- Портрет его написал Айвазовский, почти через 20 лет после его смерти (в 1871 году).
- Ещё при жизни генерала Котляревского прозвали кавказским Суворовым.
- Князь М. С. Воронцов, вместе с Котляревским принимавший участие в штурме Гянджи, велел поставить в этом городе памятник своему боевому товарищу.
- Грузинскому гренадерскому полку, одержавшему под его командованием в 1811 году победу у крепости Ахалкалаки, присвоили имя генерала. На перекличке фельдфебель первой роты первого батальона произносил: «Генерал от инфантерии Пётр Степанович Котляревский». «Умер в 1851 году геройской смертью от 40 полученных им ран в сражениях за царя и Отечество!» – отвечал правофланговый.
- Котляревскому посвящены строки Пушкина в эпилоге к «Кавказскому пленнику»:

«Тебя я воспою, герой,

О Котляревский, бич Кавказа!

Куда ни мчался ты грозой —

Твой ход, как чёрная зараза,

Губил, ничтожил племена…

Ты днесь покинул саблю мести,

Тебя не радует война;

Скучая миром, в язвах чести,

Вкушаешь праздный ты покой

И тишину домашних долов…»

- В 2013 году в Феодосии открыта памятная доска П. Котляревскому[14][15].
- В честь него названа станица Котляревская в Майском районе Кабардино-Балкарии.
- 28 ноября 2020 года открыт памятник Котляревскому на набережной Феодосии (скульптор Андрей Коробцов)[16].